# Carl Koch (Unternehmer)

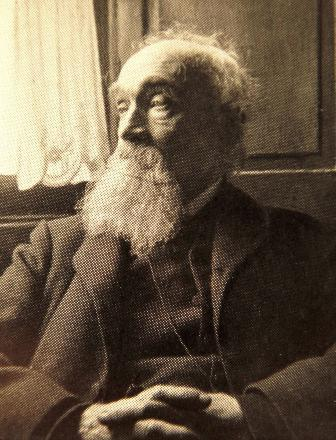
Carl Heinrich Koch

Carl Koch (* 8. Dezember 1833 in Oppenheim; † 21. Juli 1910 ebenda; auch Carl Heinrich Koch), Sohn des Gründers der Chininfabrik Friedrich Koch (1786–1865), war Pharmafabrikant der industriellen Chininherstellung, Weingutsbesitzer, Bürgermeister und Abgeordneter der hessischen Landstände, Abgeordneter der 2. Kammer der hessischen Landstände, Ehrenbürger und galt als Patriarch mit sozialem Gewissen.

## Als Unternehmer

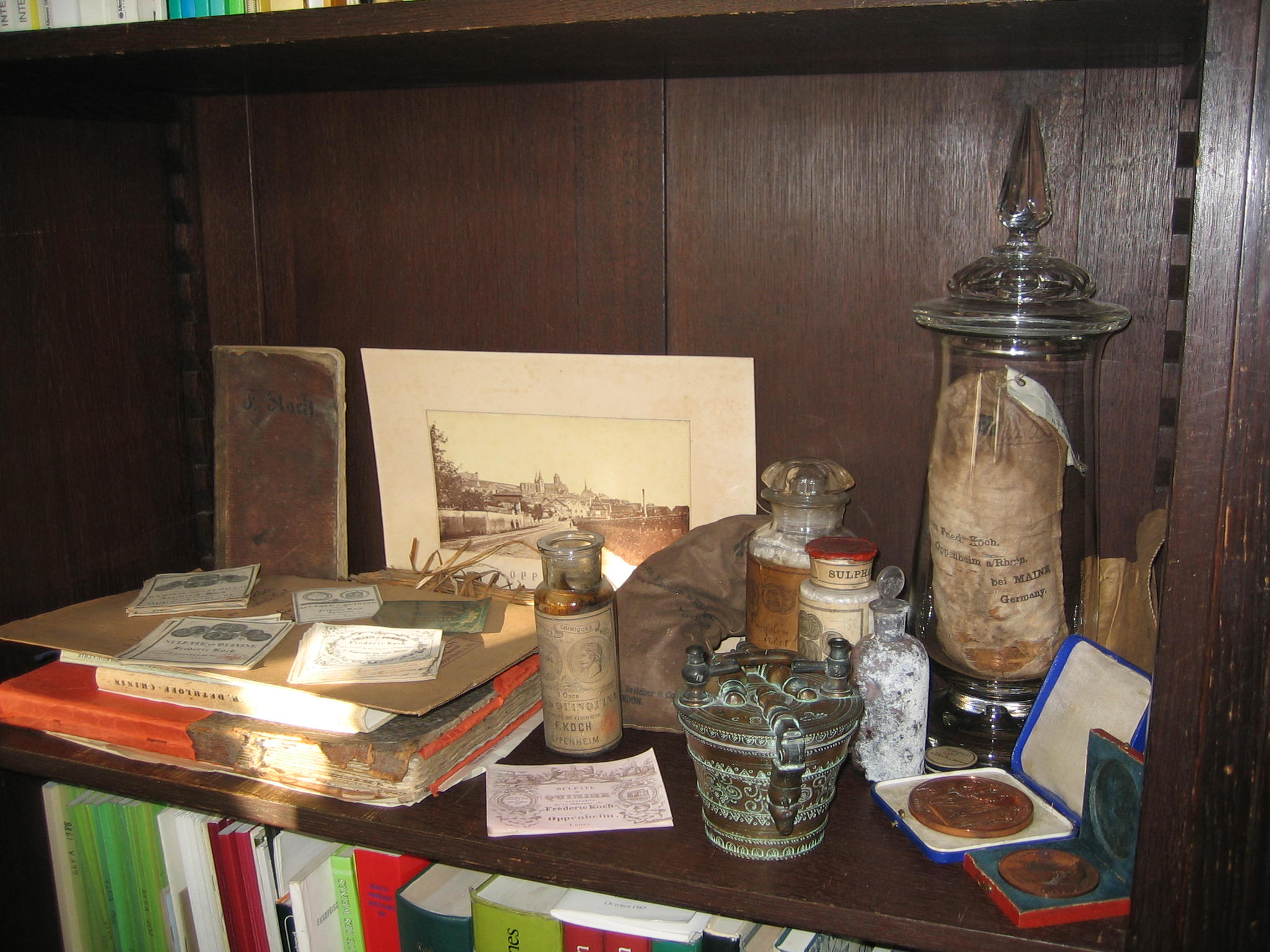
Erinnerungsvitrine im Weingut Bürgermeister Carl Koch Erben, Oppenheim

### Anfang und erste Firmenverantwortung
Carl Koch wurde in der Löwenapotheke geboren, in der sein Vater die erste Chininfabrik (der Welt) betrieb. Nach dem Schulbesuch arbeitete er im väterlichen Chemiebetrieb mit und eignete sich die erforderlichen technischen und kaufmännischen Kenntnisse für spätere Führungsaufgaben an.
Vater Friedrich Koch wandelte 1864, ein Jahr vor seinem Tode, das Unternehmen juristisch in eine Gesellschaft mit drei Gesellschaftern um. Sohn Carl Koch übernahm den technischen und Schwiegersohn Georg Senfter (Vater von Johanna Senfter) den kaufmännischen Bereich.
Die Oppenheimer Firma hatte große Erfolge und errang Auszeichnungen (Goldmedaillen) auf den Weltausstellungen in London, Paris (1867) und Wien (1873).

Der Chinarindenbaum

### Preisverfall für Chinin
Wegen des Raubbaus an den wild wachsenden Cinchonabäumen der südamerikanischen Anden gingen die Lieferungen aus Peru und Bolivien stark zurück. Auf der anderen Seite entwickelten die Kolonialmächte für ihre in Tropengebieten operierenden Truppen einen enormen Bedarf. Der steigende Druck auf das teure Chinin intensivierte die Suche nach Ersatzlösungen. 
So baute die britische East-India-Company erfolgreich Cinchonabäume auf Plantagen in Südindien sowie auf Java und Ceylon an und brachte große Rindenmengen auf den europäischen Markt. Daneben gelang ab 1883 die Herstellung von synthetischen fiebersenkenden und schmerzstillenden Medikamenten wie Phenazon (Ludwig Knorr), Antipyrin (Farbwerke Hoechst), Antifebrin (Chemische Fabrik Kalle, 1886), Phenacetin (Bayer AG, 1888).
Beide Entwicklungen ließen den ursprünglich hohen Preis für das Endprodukt Chinin zusammenbrechen. Aus 1370 Mark pro Kilogramm im Jahr 1824 wurden 20 Mark im Jahre 1898, also nominell gerade mal ein Prozent des Ausgangswertes bei der Koch’schen Firmengründung.

### Ende der Chininfabrik
Carl Koch sah schon zehn Jahre zuvor große Schwierigkeiten für die bisherige Chininproduktion auf sich zukommen. Der wachsenden Konkurrenzdruck und Preisverfall auf dem Weltmarkt durch synthetisch gewonnene Fiebermittel und die immer anspruchsvolleren Reinheitsauflagen der Arzneimittelbücher zwangen ihn zur Aufgabe. Die ebenfalls erwogene erhebliche Erweiterung der Produktionsanlage zu einem Großbetrieb war keine echte Alternative. Unter Abwägung der Risiken verkaufte er 1888 die Fabrikeinrichtung für 1,5 Millionen Goldmark an seinen Konkurrenten Vereinigte Chininfabriken Zimmer & Co und zog sich auf sein Weingut zurück, das neben der Chininfabrik weiter existiert hatte. Den Verkaufserlös legte er in einem Arbeiter-, Spar- und Kreditverein an.

## Im gemeinnützigen Bereich
Carl Koch gründete im April 1865 – also noch in seiner Zeit als Unternehmer – auf einem Großen Arbeitertag den Spar- und Kreditverein und nahm viermal die Funktion des Direktors und Aufsichtsratsvorsitzenden wahr.
Koch wurde 1877 in den Gemeinderat gewählt und lenkte dann von 1881 bis 1899 als Bürgermeister der Geschicke der Stadt. Er schuf und förderte in dieser Funktion eine Vielzahl von Einrichtungen:
- Koch ließ aus eigenen Mitteln die Landskronanlage bauen (1893 Einweihung der Landskronhalle) und schenkte sie über einen nie zurückgeforderten Kredit über 6.000 Goldmark dem von ihm gegründeten Verschönerungsverein. Nach Beschlagnahme durch die nationalsozialistische Regierung kam die Stadt in den Besitz der Anlage.
- Koch ließ das von Ferdinand Emonds geschaffene Oppenheimer Wäldchen im ehemaligen Schwemmgebiet des Rheines vergrößern und zahlreiche Sümpfe trockenlegen und unterstützte die Maßnahme finanziell.
- Eine Reihe wichtiger Infrastrukturmaßnahmen wurden unter seiner Leitung für Oppenheim geschaffen: Oppenheim erhielt seine Wasserleitung (1888), eine Schiffslandebrücke (1897) und elektrische Straßenbeleuchtung (1899).

Wegen seiner sozialen Leistungen als Unternehmer und Bürgermeister sprach man Carl Koch die Ehrenbürgerschaft zu und gab ihm den Beinamen Patriarch mit sozialem Gewissen.
Nach seiner Bürgermeisterzeit bekleidete er von 1899 bis 1902 als Abgeordneter der zweiten Kammer der Landstände des Großherzogtums Hessen ein weiteres politisches Amt.